# Phalacropterigini
De Phalacropterigini zijn een geslachtengroep van vlinders in de familie van de zakjesdragers (Psychidae).

## Geslachten
- Eopsyche Kozhanchikov, 1960
- Loebelia Pinker, 1956
- Megalophanes Heylaerts, 1881
- Phalacropterix Hübner, 1825
- Sterrhopterix Hübner, 1825